# ARMORED CORE VERDICT DAY
『ARMORED CORE VERDICT DAY』（アーマード・コア ヴァーディクトデイ）は、2013年9月26日にフロム・ソフトウェアから発売されたPlayStation 3、Xbox 360用ロボットアクションゲーム。海外では、バンダイナムコゲームスが販売とサポートを担当する。略称は『ACVD』。
アーマード・コアとしては初めての限定版であるコレクターズエディションも用意され、こちらはゲームソフト（通常版と同仕様）に加え、ACVD機体フィギュア（ABS製・塗装済み）、ビジュアル&パーツブック（全パーツのCGモデル収録）、オリジナルダイジェストサウンドトラックが同梱される。

## 概要
アーマード・コアシリーズの15作目にして、『ARMORED CORE V』（以下、『ACV』または前作）の直接の続編。前作のエンディングから長い年月が経過し、深刻な汚染が解消された世界が舞台となっている。マルチプレイ前提の作りであることは前作と変わらず、最大の特徴であった領地ミッションに変わって、本作では各プレイヤーが勢力に所属して戦う「ワールドモード」が採用される。
製品発売に先立って、多人数プレイ時のネットワーク負荷の調査を目的としたテストが行われた。前作のクローズドβテスト同様、抽選に当選したユーザーのみの参加となるが、今回はテスト実施日と時間（2-4時間程度）がフロム・ソフトウェアより指定されている。PS3版では、計4回実施され、一回目の応募に落選した場合でも、二回目以降の応募に自動でエントリーされた。

## ゲームシステム
前作同様、複数人でチームを組むのが基本で、勢力への所属もこのチーム単位で選択する。また、一人でプレイ（チーム人数一人）する場合や少人数チームでも、傭兵を雇用するかUNAC（後述）を活用することで頭数を補うことができる。
ワールドモード（マルチプレイ）
三大勢力（シリウス・ヴェニデ・EGF）が7つのエリアの覇権をめぐって争う、『ACVD』のメインともいえる要素。各チームはゲーム開始時に、希望したいずれかの勢力に所属する。ただし、人数の偏りや情勢によっては、希望通りとなるわけではない。7エリアに8つずつの拠点、合計56の拠点が存在し、7つのエリアにはそれぞれに「タワー」と呼ばれる建造物が存在している。各勢力はこれを奪取するために戦い、すべての拠点が陥落すると、そのエリアでの戦闘は終了する。最終的に制圧したエリアの数で勢力の存亡が決まる。これらの一連の出来事は、ニュースの形で随時配信されるほか、ワールドメニュー画面の「ワールドログ」で確認できる。戦いの期間（シーズン）について、前作『ACV』では1週間を区切りとして運営されていたが、本作では、いずれかの勢力が他の二つの勢力を壊滅させる間、または決着がつかずに講和交渉に入るまでの6日間（変更前は3日間）を区切りとした運営が行われる（シーズンは「第○次ヴァーディクトウォー」と表現される）。前作ではシーズンを経ても領地が持ち越しだったのに対し、本作ではすべて結果がリセットされ、また新たに所属勢力を選び、三すくみの状態から再スタートする。
オンライン限定の要素で、オフラインまたはACVD専用サーバーが停止している状態では遊べず、代替要素もない。
UNAC（ユーナック）
UNACとは"UNmanned Armored Core"の略語で、その名のとおり無人ACを意味する。
基本的にプレイヤーが操作することのないAI機体であり、プレイヤーの代わりにワールドモードに出撃させたり、ミッションで僚機として随伴させたりすることができる。アセンブルやAIのロジック（オペレーションと呼ばれる）をプレイヤーが自由に構築することができる点は、過去シリーズの『フォーミュラフロント』に登場したu-AC（Unmanned AC）と同じだが、UNACはそれをさらに発展させたものとなっている。
ストーリーのある時点でプレイヤーが自由に組み替えられるUNACが1枠（1機分）手に入る。DLCにより9枠まで増やすことができる。自作UNACに使用するパーツはプレイヤーの機体と同様に所持パーツを使用するため、プレイヤーACとUNACあるいはUNAC同士で同じパーツを重複して装備する場合には、その分の個数を所持している必要がある。
自分でパーツを用意したりオペレーションを構築する必要がないレンタルUNACも用意されており、ストーリーの進行度に合わせてラインナップが増加する。
出撃機体4機すべてをUNACにすることが可能で、その場合プレイヤーはオペレータとして各機にリアルタイムで指示を出す。本作のカテゴリがリアルタイムストラテジーとされる所以がこれである。
勲章
ワールドモードで得られるもので、チーム勲章とプレイヤー勲章が存在する。特定の条件を満たすと、ゲーム内で確認可能な記録として保存される。プレイヤー勲章の取得数はシーズンごとにリセットされるが、一度取得したかどうかは記録されたまま（ACVD-LINKにて全シーズンの累計獲得数を確認可能）。プレイヤー勲章のポイント合計値がそのままプレイヤーランキングのポイントとして扱われる。
改造パーツ
設定上は作中に登場するNPCが正規品のフレームパーツ（量産パーツ）に独自の改造を施したもので、ベースとなった量産品に比べ防御力の傾向が変化していたり、軽量化されていたりする。量産品では防御力の傾向はカテゴリごとに固定（KE防御型のコアであれば、防御力がKE>>TE>CE）されていたが、改造パーツはそれ留まらない性能を持っている。
WEAPON ARMS（武器腕）
前作は武器腕（武器一体型の特殊腕）が存在しなかったが、『ACVD』で再び登場。この腕パーツを装備した場合は、ショルダーユニットとハンガーユニットまたはオーバードウェポンの搭載ができない。構えが必要な強力な武器を構えずに使えるようにした大砲、大型の連装物理ブレードなど癖は強いが強力なものが揃っている。
『AC3』～『ACLR』の武器腕は性能切り替えに伴い、外見が若干変形するギミックを有していたが、本作の武器腕は極めて複雑な動作を伴いながら変形する。
シールド
腕部に装備可能なシールドも再登場。最大の特徴として、機体本体と同じようにAPと各属性の防御力が設定されている。一定以上の攻撃を受けると破壊され使用不可能になるデメリットがあるが、正面を中心とした一定の範囲に対する攻撃を耐久力が許す限り完全に防ぎ、直撃すれば一撃でACのAPが消し飛ぶような大ダメージでも、シールドが破壊される事で無効化する事が可能。被弾時の衝撃も一定の割合で軽減する。効果範囲以外の角度からの攻撃は防げず、ハンガーに仕舞っている状態では効果を発揮しない。
OVERED WEAPON（オーバードウェポン）
前作に引き続いて5種類が登場する他、新たに巨大レーザーブレード『HUGE BLADE』が登場。
全体的に駆動時間など細かい向上調整がされたが、同時に共通のデメリット仕様として、起動中は一定時間ロックオン不可、常時エネルギー出力低下などが発生するようになり、使用後の戦闘継続に支障をきたすようになっている。

## 登場人物
主人公
運び屋ファットマンのパートナー。
本編開始以前から彼と組んでいる。
マギー（マグノリア・カーチス）
声 - 中尾衣里
ファットマンの助手と主人公のオペレーターを務める女性で、過去には青いACに乗り「ブルー・マグノリア」の異名で知られた元傭兵。「候補者」の一人。
死神部隊との戦闘に敗れ、辛くもファットマンの手により一命を取り留めたが、後遺症を理由にACを降りる。
ファットマンとは親子ほどの年齢差があるが、相棒として対等な関係にある。
EGFの祖、フランシス・バッティ・カーチスの子孫。
ファットマン
声 - 秋元羊介
主人公と契約を結び、その活動を補佐する男性。ACの移送・回収などを行う「ストーカー」と呼ばれる運び屋の一人。普段はいい加減な言動が目立つが、その実かなりの切れ者で、多くの経験を持つベテラン。
彼と組んだ傭兵は大成すると言われるほどの人物であり「幸運を呼ぶ男」とも呼ばれる。過去に行われた幾多の戦争でもその名を残しているほどの実力者。
相棒を生きて連れ帰ることをモットーとし、彼によって命を救われた傭兵は少なくない。
またシリーズ初となる男性オペレーターでもあり、ストーリーが進むに連れて彼が担当するようになる。
財団
声 - 堀江一眞
謎多き科学者集団「財団」の代表者を務める人物。
あくまで中立の立場を嘯くが、その言動は戦いを煽っているようにも見える。
死神部隊リーダー
声 - 中田譲治
死神部隊の指揮官。財団からは「J」と呼ばれている。ストーリー本編では、輸送ヘリを操縦している。二年前に、傭兵だったマグノリアを撃破した張本人で、ライフル、物理ブレード、パルスマシンガンを搭載した軽量二脚型ACに搭乗していた。
ストーリー最終ミッションにて、特殊兵器「N-WGIX/v」に搭乗し、主人公との一騎討ちに臨む。

## 設定
タワー
世界に7つ存在する、詳細不明の超巨大建造物。
旧世代に建造されたとされ、内部には膨大な量の異形の旧世代兵器およびそれらを製造する設備が遺されている。
またタワー周辺には強固な防衛設備が施され、各勢力がその所有権を巡って争っている。
シリウス・エグゼクティヴス
旧MoHを中核とした、生存可能領域の代表者達の連合によって誕生した組織。早期の復興から勢力拡大を成し遂げた。その背景には、豊富な物資があったとされる。
事実上の創設者は、MoHに帰還した前作の登場人物、ロザリィ（コーデリア・ストラトフォード）。
軍組織に近い性質を持ち、シンボルの色は青。タワーに関しては、力の源であると同時に、世界に安定をもたらす大いなる遺産であるという認識を持っている。そして、その恩恵はしかるべき管理がなされなければならず、それが出来るのはシリウス・エグゼクティヴスに他ならないと自負している。
ヴェニデ
三大勢力の中で最も好戦的かつ急進的な勢力。周辺の地域を武力で強引に統合し今に至る。最高指導者を頂点とした厳格な階層社会で、下位の者に対する配慮は皆無に近い。
また、最高指導者が代々受け継がれてきたヴェニデという名を名乗るのも特徴で、組織の理念通り血縁ではなく実力によって選ばれる。とりわけ創設者である「セサル・ヴェニデ」は前作の主人公と互角というかなりの実力を有しており、そのことから主人公と同様に「企業」に狙われていた。
EGF (Ever Green Family)
三大勢力の中ではもっとも人口が少なく、各地に存在するタワーを「御神」として信仰する独特な文化を有するが、すべてのタワーを掌握した後に破壊することを最終目標としている。生存可能な地域を流浪し住居を転々としていた「サンドリヨンの民」を母体として結成された。シンボルの色は緑。
創設者は前作の登場人物である一人フランシス・バッティ・カーチス。タワー発見後の消息には謎が多く、現在ではその存在は神格化されている。
サインズ
依頼の仲介および傭兵の斡旋、UNACの貸与などを行う組織。
旧MoH内に存在した同職務を専門とする部門が独立して誕生した。
VoW (Voice of War)
各地の紛争状況の報道を専門とする情報機関。
契約することで情勢の情報などを優先的に受け取ることが出来る。
また一般からの情報提供や戦場スナップの投稿なども受け付けている。
ストーカー
傭兵と個人的に契約し、ACの移送や回収などを行う所謂「運び屋」の総称。
基本的に組織化などはされておらず単独で活動するが、三大勢力の台頭で戦争の組織化が進んでいることにより、
その活躍の場は近年急速に激減している状態にある。
「ストーカー」の名称は英語でコウノトリを意味する"Stork"だが、現在ではその地位の低下から一種の蔑称として用いられることも多い。
財団
膨大な資源と資金を擁する、科学技術の開発・発展を専門とする組織。
ミグラント組織を前身とする。
タワー内部に残された技術を解析する、UNACシステムを開発し商品としてリリースする、
ACに完全対応するパーツを新規開発するなど、その技術力は桁外れている。
死神部隊 (R.I.P.)
戦場に唐突に現れは戦闘行動を行い、そして姿を消す謎の武装勢力。
ACは共通して赤と黒を基調としたカラーリングを施されており、一切の目的や詳細が不明。
なお「死神部隊」の名は、通り魔的に突如現れて戦場を荒らす様とその圧倒的な強さから自然と呼ばれるようになった通称であるが、リーダーのJが一度だけ自ら「死神」を名乗ったことがある。
UNAC (Unmanned Armored Core)
読みは「ユーナック」。AC用の自律型操作システム、あるいはそのシステムによって無人兵器として運用されるACの呼称。
コア内部に収納される物理ユニット、およびそれに内蔵されたベースプログラム「フォーミュラ・ブレイン」で構成される。
三大勢力が運用するものは基本的にシンプルな思考設定の下、物量作戦を行うための統制された無人部隊として設定されている。